# Верх-Тиса
Верх-Тиса — деревня в Ачитском городском округе Свердловской области. Управляется Верх-Тисинским сельским советом.

## География
Деревня располагается в верховье реки Тиса в 11 километрах на северо-запад от посёлка городского типа Ачит.

### Часовой пояс
Верх-Тиса, как и вся Свердловская область, находится в часовой зоне МСК+2. Смещение применяемого времени относительно UTC составляет +5:00.

## Население
| 2002 | 2010 | 2021 |
| ---- | ---- | ---- |
| 338  | ↘247 | ↘210 |

## Инфраструктура
Деревня разделена на семь улиц: Мира, Некрасова, Новая, Первомайская, Поздеева, Строителей, Центральная.